# Municipio de Burleene
El municipio de Burleene (en inglés: Burleene Township) es un municipio ubicado en el condado de Todd en el estado estadounidense de Minnesota. En el año 2010 tenía una población de 345 habitantes y una densidad poblacional de 3,71 personas por km².

## Geografía
El municipio de Burleene se encuentra ubicado en las coordenadas 46°4′0″N 95°5′26″O / 46.06667, -95.09056. Según la Oficina del Censo de los Estados Unidos, el municipio tiene una superficie total de 92.96 km², de la cual 92,83 km² corresponden a tierra firme y (0,14 %) 0,13 km² es agua.

## Demografía
Según el censo de 2010, había 345 personas residiendo en el municipio de Burleene. La densidad de población era de 3,71 hab./km². De los 345 habitantes, el municipio de Burleene estaba compuesto por el 100 % blancos. Del total de la población el 0 % eran hispanos o latinos de cualquier raza.